# 東京急行電鉄株式買い占め事件
東京急行電鉄株式買い占め事件（とうきょうきゅうこうでんてつかぶしきかいしめじけん）は、東京急行電鉄（現・東急。2019年に100％子会社の「東急電鉄」を設立し、同年10月1日に、鉄軌道事業を移管）の株式の買い占めに係る事件。

## 概要
1989年に稲川会の会長であった石井隆匡が東京急行電鉄の株式を買い占めていた。
石井隆匡は渡辺広康の名義を使用して、1989年度中に大量の東京急行電鉄の株式の売買を行い17億円を儲けていた。
「誠備グループ」という加藤暠が率いる株価を吊り上げるグループが存在し、このグループと石井隆匡が組んで東京急行電鉄の株価を吊り上げていた。
地産の竹井博友などの大物も集結して大相場となっていた。だが1991年に石井隆匡が死去したことで株式を買い占めていた側が崩壊してバブルが終焉する。
1991年のバブル景気が崩壊した時に野村證券、日興証券と石井隆匡が取り引きをすることで東京急行電鉄の株式を買い進め、発行済み株式の2%強を取得するまでになっていたということが発覚した。この株式を担保に証券会社系列の金融会社から360億円の融資を受けていた。
1991年11月、日本証券業協会は暴力団関係者との取り引きを禁止する決議を採択した。